# Friedrich Adolph von Haugwitz

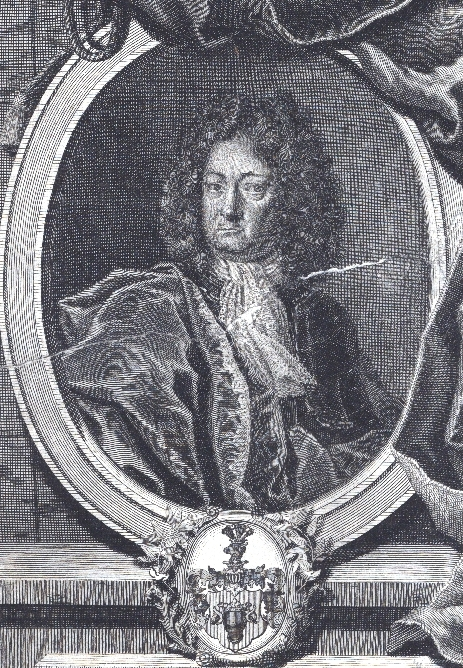
Friedrich Adolph von Haugwitz

Friedrich Adolph von Haugwitz (* August 1637 in Niedergurig; † 4. Juni 1705) war ein kurfürstlich-sächsischer Oberhofmarschall, Steuerdirektor und als Wirklich Geheimer Rat und Geheimer Kriegsrat für Kurfürst Johann Georg III. von Sachsen tätig.

## Leben
Von Haugwitz stammte aus dem meißnischen Adelsgeschlecht Haugwitz und war der Sohn des Kammerrates und Landeshauptmanns der Oberlausitz Johann Adolph von Haugwitz und seiner Ehefrau Anna Maria geborene von Nostitz. Ab 1651 studierte er Philosophie, Geschichte und Rechtswissenschaften an den Universitäten Altdorf und Straßburg. Anschließend war er nach einer Studienreise als Kammerjunker am Dresdner Hof tätig, bevor er für zwei Jahre in Pommern in das Militär eintrat, bei welchem er Rittmeister wurde. Danach kehrte Friedrich Adolph von Haugwitz nach Kursachsen zurück. Er wurde zunächst Rat und Gegenhändler in der Oberlausitz, später Kammerherr, Kammerrat und Kriegsrat. Ab 1672 war Haugwitz als Hofmarschall, ab 5. Oktober 1691 als Oberhofmarschall und Wirklicher Geheimer Rat, Geheimer Kriegsrat und Steuerdirektor für den Kurfürsten Johann Georg III. von Sachsen tätig.
Zu seinen engsten Freunden zählte der kursächsische Landkammerrat Albrecht Christian von Kromsdorf, der ihm testamentarisch 1684 die hohe Summe von 3.000 Talern vererbte. Dafür regulierte er nach dessen Tod den Nachlass seines verstorbenen Freundes und unterstützte dessen Witwe, die schon bald den Kreishauptmann Christian Vitzthum von Eckstädt heiratete. Wenige Tage vor seinem Tod überließ Albrecht Christian von Kromsdorf am 15. September 1684 ihm für 30.000 Gulden sein Rittergut Lebusa, das er vier Jahre später der Witwe seines verstorbenen Freundes gegen Bezahlung zurückgab.
Im Alter von 60 Jahren geriet er wegen des Vorwurfs der Unterschlagung in Haft. Nachdem er entlassen wurde, quittierte er den Staatsdienst für die Wettiner und ging in das Kurfürstentum Brandenburg, wo er zum Geheimen Etatrat ernannt wurde. 1701 lernte Haugwitz in Berlin Johann Friedrich Böttger kennen, mit dem er zusammen alchimistische Experimente ausführte.
Er starb im Juni 1705. Seine Leichenpredigt erschien noch im gleichen Jahr in Druck.

## Familie
Er heiratete 1663 die Gräfin Susanne Elisabeth von Dietrichstein (* 21. November 1641; † 16. April 1705), das Paar hatte mehrere Kinder:
- Johann Adolph (* 1684; † 26. Februar 1746), Oberschenck, Herr auf Bischdorf und Fichtenberg

⚭ Anna Elisabeth von Beust († März 1742)
⚭ 1743 Johanne Henriette Louise von Carlowitz (* 3. April 1717; † 12. Juli 1757)
- Sophia Louisa

⚭ 1693 Otto Heinrich von Sintzendorff (1667–1713), Bruder von Sigmund Rudolph von Sinzendorf
⚭ 1715 Graf Johann Horazio Guicciardi,  Modenesischen Gesandter am kaiserlichen Hof